# Nguyễn Phúc Miên Quan
Nguyễn Phúc Miên Quan (chữ Hán: 阮福綿官; 21 tháng 5 năm 1827 – 3 tháng 2 năm 1847), tự là Tắc Tư (則思), tước phong Kiến Tường công (建祥公), là một hoàng tử con vua Minh Mạng nhà Nguyễn trong lịch sử Việt Nam.

## Tiểu sử
Hoàng tử Miên Quan sinh ngày 26 tháng 4 (âm lịch) năm Đinh Hợi (1827), là con trai thứ 36 của vua Minh Mạng, mẹ là Lục giai Tiệp dư Lê Thị Ái. Hoàng tử là người con thứ tư của bà Tiệp dư. Ông còn trẻ mà khôi ngô, có tính hiếu đễ.
Sử sách ghi lại, khi hoàng tử Miên Quan được khoảng 8, 9 tuổi thì bà Tiệp dư mẹ ông bị ốm, ông cùng với anh trai là Tuy Quốc công Miên Trinh hầu hạ thuốc thang không biết mỏi mệt. Cung nhân, nữ quan đều tỏ lời khen ngợi, xem ông như người trưởng thành.
Khi ra ở phủ riêng, ngoài học kinh sử ra, sách thuốc, sách xem tướng nào hoàng tử cũng đều đọc qua cả. Hoàng tử Miên Quan vốn nhiều bệnh tật, có một ngày soi gương buồn rầu không vui, bảo anh là Miên Trinh rằng:
"Học thì lấy Tử Chiêm (tức Tô Thức) làm thầy, ở thì như Khương Quang (anh cùng chung chăn với nhau), sự rất vui của con người, còn gì hơn thế nữa. Nhưng vì em ốm yếu, phận mệnh có hạn thôi, em chẳng giống được anh."
Miên Trinh an ủi rằng:
"Chú mày ốm yếu mà tuấn tú học giỏi, Trương Tử Phòng mặt như đàn bà con gái mà nho nhã. Cố nhiên là sự thường của người nho gia, há có phải những người tóc bạc lại mọc răng như trẻ con đều là bọn (Nam) Bôn, (Hạ) Dục mà người ấp Giáng, ông Lão Bành phải có sức nhấc đỉnh bạt núi cả đâu?"
Tuy vậy, lòng sầu muộn của ông cũng không tiêu tan được.
Năm Minh Mạng thứ 21 (1840), Miên Quan được phong làm Kiến Tường Quận công (建祥郡公). Cùng năm đó, vua cho đúc các con thú bằng vàng để ban thưởng cho các hoàng thân anh em, các hoàng tử công và hoàng tử chưa được phong tước. Quận công Miên Quan được ban cho một con long mã bằng vàng nặng 4 lạng 8 đồng cân.
Năm Thiệu Trị thứ 6, Bính Ngọ (năm dương lịch là 1847), ngày 18 tháng chạp (âm lịch), quận công Miên Quan qua đời, hưởng dương 20 tuổi, thụy là Cung Lượng (恭諒), được cấp cho 1000 quan tiền, vóc lụa và thêm quan tài đặt ở Đông Viên, sai hoàng thân đem rượu tế. Mộ của ông được táng tại xã Dương Xuân, huyện Hương Thủy, tỉnh Thừa Thiên, phủ thờ dựng ở xã Vĩ Dạ thuộc huyện Phú Vang.
Năm Bảo Đại thứ 14 (1939), ông được truy phong làm Kiến Tường công (建祥公), cải thụy là Cung Túc (恭肅).

## Gia quyến

### Anh chị em
Ngoài Miên Quan, bà Tiệp dư Lê thị còn sinh được 2 hoàng tử và 2 hoàng nữ khác, là:
- Anh trai: Tuy Lý vương Miên Trinh (3 tháng 2 năm 1820 – 18 tháng 11 năm 1897), hoàng tử thứ 11.
- Anh trai: Hoàng tử Miên Long, chết yểu, hoàng tử thứ 22.
- Chị gái: Hòa Mỹ Công chúa Trang Tĩnh (1 tháng 10 năm 1825 – 19 tháng 3 năm 1847), hoàng nữ thứ 22. Tính tình hiếu thảo, đoan trang dịu dàng, Tiệp dư rất yêu quý. Mất sớm khi chưa lập gia thất.
- Em gái: Hoàng nữ Nhàn Trinh (1829 – 1 tháng 11 năm 1830), hoàng nữ thứ 30 của Minh Mạng, mất sớm.

### Con cái
Quốc công Miên Quan có ba con trai và một con gái. Ông được ban cho bộ chữ Mục (目) để đặt tên cho các con cháu trong phòng. Lúc ông mất, hai người con trai còn rất nhỏ, trưởng là Hồng Mục, thứ là Hồng Hân. Vua cho chiếu theo lệ công tử 20 tuổi và 11 tuổi trở lên mà cấp lương cho hai anh em. Công tử trưởng Hồng Mục sau được tập phong làm Kỳ ngoại hầu (畿外侯). Con trai của Hồng Mục là Ưng Trực tập tước Tá quốc khanh (佐國卿). Công tôn Ưng Trực có bốn con trai và năm con gái.